# イグナシオ・バハモンデス
イグナシオ・バハモンデス（Ignacio Bahamondes、1997年8月27日 - ）は、チリの男性総合格闘家。サンティアゴ県サンティアゴ出身。アメリカ合衆国イリノイ州シカゴ在住。バレ・フロー・ストライキング所属。

## 来歴
サンティアゴ県サンティアゴで生まれ育つ。WKN南米王者であった父親の影響で10歳からキックボクシングを経験し、14歳の時にアマチュアキックボクシングのチリ国内王者となり、35勝0敗1分の戦績を残した。その後、総合格闘家のキャリアを追求するため16歳の時にアメリカ合衆国フロリダ州マイアミへ渡り、翌年にイリノイ州シカゴへ拠点を移した。2015年11月21日、プロ総合格闘技デビュー。
2020年11月4日、Dana White's Contender Series 34でエドソン・ゴメスと対戦し、右前蹴りで2RKO勝ちを収め、UFCとの契約を獲得した。

### UFC
2021年4月10日、UFC初参戦となったUFC on ABC: Vettori vs. Hollandでジョン・マクデッシと対戦し、1-2の判定負け。なお、この試合はバハモンデスがライト級リミットから0.75ポンド体重超過したため、ファイトマネーから20%をマクデッシに譲渡して行われた。
2021年8月21日、UFC on ESPN: Cannonier vs. Gastelumでルーズベルト・ロバーツと対戦し、試合終了直前に右スピニングバックキックで3RKO勝ち。パフォーマンス・オブ・ザ・ナイトを受賞した。また、このノックアウトは2021年UFCノックアウト・オブ・ザ・イヤーの候補にノミネートされた。
2024年4月6日、UFC Fight Night: Allen vs. Curtis 2でクリストス・ジアゴスと対戦し、左ハイキックで1RKO勝ち。パフォーマンス・オブ・ザ・ナイトを受賞した。
2024年9月14日、UFC 306でマヌエル・トーレスと対戦し、カウンターの右ストレートでダウンを奪いパウンドで1RTKO勝ち。2試合連続のパフォーマンス・オブ・ザ・ナイトを受賞した。
2025年3月8日、UFC 313でライト級ランキング13位のジェイリン・ターナーと対戦し、三角絞めで1R一本勝ち。パフォーマンス・オブ・ザ・ナイトを受賞した。

## 戦績
| 総合格闘技 戦績 | 総合格闘技 戦績 | 総合格闘技 戦績 | 総合格闘技 戦績 | 総合格闘技 戦績 | 総合格闘技 戦績 | 総合格闘技 戦績 |
| --------------- | --------------- | --------------- | --------------- | --------------- | --------------- | --------------- |
| 23 試合         | (T)KO           | 一本            | 判定            | その他          | 引き分け        | 無効試合        |
| 17 勝           | 11              | 2               | 4               | 0               | 0               | 0               |
| 6 敗            | 0               | 2               | 4               | 0               | 0               | 0               |

| 勝敗 | 対戦相手                                       | 試合結果                               | 大会名                                                          | 開催年月日     |
| ×    | ラファエル・フィジエフ                         | 5分3R終了 判定0-3                      | UFC on ABC 8: Hill vs. Rountree Jr.                             | 2025年6月21日  |
| ○    | ジェイリン・ターナー                           | 1R 2:29 三角絞め                       | UFC 313: Pereira vs. Ankalaev                                   | 2025年3月8日   |
| ○    | マヌエル・トーレス                             | 1R 4:02 TKO（右ストレート→パウンド）   | UFC 306: O'Malley vs. Dvalishvili                               | 2024年9月14日  |
| ○    | クリストス・ジアゴス                           | 1R 3:35 KO（左ハイキック）             | UFC Fight Night: Allen vs. Curtis 2                             | 2024年4月6日   |
| ×    | ルドビト・クライン                             | 5分3R終了 判定0-3                      | UFC on ESPN 50: Sandhagen vs. Font                              | 2023年8月5日   |
| ○    | トレイ・オグデン                               | 5分3R終了 判定3-0                      | UFC 287: Pereira vs. Adesanya 2                                 | 2023年4月8日   |
| ○    | ロン・チュー                                   | 3R 1:40 ギロチンチョーク               | UFC Fight Night: Makhachev vs. Green                            | 2022年2月26日  |
| ○    | ルーズベルト・ロバーツ                         | 3R 4:55 KO（右スピニングバックキック） | UFC on ESPN 29: Cannonier vs. Gastelum                          | 2021年8月21日  |
| ×    | ジョン・マクデッシ                             | 5分3R終了 判定1-2                      | UFC on ABC 2: Vettori vs. Holland                               | 2021年4月10日  |
| ○    | エドソン・ゴメス                               | 2R 2:31 KO（右前蹴り）                 | Dana White's Contender Series 34                                | 2020年11月4日  |
| ○    | クリス・ブラウン                               | 5分3R終了 判定3-0                      | LFA 90                                                          | 2020年9月4日   |
| ×    | サルバドール・ベセラ                           | 5分3R終了 判定0-3                      | Combate 50                                                      | 2019年11月22日 |
| ○    | ウーゴ・フローレス                             | 5分5R終了 判定3-0                      | Lux Fight League 4 【LuxFightLeagueウェルター級タイトルマッチ】 | 2019年3月15日  |
| ○    | ハビエル・レイエス                             | 1R 2:53 TKO（ミドルキック→パウンド）   | Lux Fight League 3                                              | 2018年10月5日  |
| ○    | ジェラルド・チャパロ                           | 2R 3:59 TKO（パンチ連打）              | Combate Extremo: Loco vs. Gallito                               | 2017年12月1日  |
| ○    | フランシスコ・ハビエル・エッチャート・ディアス | 1R 1:20 KO（右ストレート）             | Champions Nights Challengers 3                                  | 2017年7月15日  |
| ○    | オジエル・ロドリゲス・ロペス                   | 5分3R終了 判定3-0                      | Combate Extremo: Flores vs. Baltazar                            | 2017年7月15日  |
| ×    | マット・マッケオン                             | 1R 3:08 リアネイキドチョーク           | Island Fights 40                                                | 2017年4月14日  |
| ○    | ハファエル・カロリノ                           | 1R 3:01 KO（右ハイキック）             | Guerra Campal 3                                                 | 2016年11月12日 |
| ○    | ディオン・リズート                             | 1R 1:03 KO（左ハイキック）             | Island Fights 38                                                | 2016年8月13日  |
| ×    | プレストン・パーソンズ                         | 1R 2:59 腕ひしぎ十字固め               | Titan FC 39                                                     | 2016年6月10日  |
| ○    | ロドリゴ・タバレス                             | 1R 1:03 KO（右フック→パウンド）        | Island Fights 37                                                | 2016年3月11日  |
| ○    | クレイグ・マカルパイン                         | 1R 2:31 KO（パウンド）                 | Island Fights 36                                                | 2015年11月21日 |

## 獲得タイトル
- Lux Fight Leagueライト級王座（2019年）

## 表彰
- UFC パフォーマンス・オブ・ザ・ナイト（4回）